# Forza venite gente
Forza venite gente (Już, chodźcie wszyscy!) – włoski musical z 1981 z librettem autorstwa Mario Castellacciego, Piero Castellacciego i Piero Palumbo oraz muzyką Michele Paulicelliego, opowiadający o życiu św. Franciszka z Asyżu.

## Historia
Pierwszy raz został wystawiony 9 października 1981 w Teatro Unione w Viterbo. Najbardziej znana wersja, zarejestrowana i wydana na płycie, miała miejsce w 1991 na stopniach Bazyliki św. Franciszka w Asyżu. Zarejestrowane utwory wydała na płycie firma RCA Original Cast (nr katalogowy BL 31608).
Musical ten jest wystawiany przez amatorskie grupy teatralne na terenie Włoch.

## Fabuła
W recytowanej części przedstawienia pojawiają się dwie postacie: Pietro di Bernardone – ojciec św. Franciszka oraz Cenciosa (Obdarciucha) – uboga kobieta. Ich dialogi bądź też monologi, w zależności od sytuacji, wprowadzają lub komentują w sposób komiczny, następujące po sobie dwadzieścia trzy sceny, które składają się na spektakl.
Część muzyczna komediowego widowiska uwypukla charakterystyczne cechy życia Biedaczyny z Asyżu: prostotę, dobrowolne ubóstwo, radość doskonałą, zawierzenie Opatrzności.
Następujące po sobie sceny to:
1. Forza Venite Gente (Już, chodźcie wszyscy!), piosenka otwierająca musical, przedstawia Franciszka zdejmującego dotychczasowe szaty mieszczańskie i przywdziewającego habit minorycki.
2. Sorella Provvidenza (Siostra Opatrzność), hymn na cześć Opatrzności, która towarzyszyła Franciszkowi i jego naśladowcom, pierwszym franciszkanom.
3. Stanotte Ragazzi (W tę noc, chłopaki), piosenka przyjaciół Franciszka, którzy smucą się, iż ich starego kompana nie ma już wśród nich; jak wynika ze słów piosenki, był on jednym z filarów ich radosnej komitywy ("è vuota la città, è morta l'allegria", "miasto jest puste, umarła radość").
4. I Miei Capelli (Moje włosy), przedstawiony zostaje moment, w którym Klara Offreduccio postanawia zostać mniszką i obciąć włosy – znak piękności niewieściej i wstąpienia na drogę pokuty.
5. Ventiquattro Piedi Siamo (Jest nas dwadzieścia cztery stopy), przyszedł czas na instytucjonalne potwierdzenie wspólnoty, Franciszek z towarzyszami udają się do papieża do Rzymu.
6. E Volare Volare (Ach, latać, latać), kazanie do braci ptaków, jeden ze znanych epizodów z życia świętego.
7. Posso Dire Amore A Tutti (Kochać mogę każdego), według legend, zanim Klara została mniszką, była zakochana we Franciszku; w piosence święta opowiada o swojej wątpliwości: mogę kochać wszystkich, ale nie mogę kochać ciebie; Franciszek z wielką delikatnością tłumaczy, iż nie może zaakceptować tego rodzaju miłości, bo wówczas stałby się bogaczem, a przecież wybrał dobrowolne ubóstwo.
8. Il Lupo (Wilk), piosenka o kolejnym wydarzeniu z życia Franciszka: święty oswaja siejącego strach w okolicach Gubbio wilka.
9. L'Angelo Biondo (Anioł blondyn), gdy Franciszek mieszkał jeszcze w rodzinnym domu, ojciec słyszał, jak w nocy rozmawiał z kimś niewidzialnym, miał to być anioł.
10. Venite Cavalieri, Tu Francesco In Terra Santa (wł. Chodźcie rycerze, Ty, Franciszku do Ziemi Świętej), w 1219 zostaje ogłoszona V wyprawa krzyżowa; Franciszek zamierza głosić Dobrą Nowinę niewiernym. Piosenka Venite Cavalieri wprowadza w temat wyprawy, następująca po niej Tu Francesco In Terra Santa jest oceną działań Franciszka uczynioną przez jednego z krzyżowców. W wersji VHS musicalu z 1991 oba utwory stanowią medley.
11. La Luna (Księżyc), podsumowując temat wypraw krzyżowych, Franciszek i jeden z dowódców muzułmańskich, żywiąc te same pragnienia pokoju, zwracają się do Księżyca, jako nocnego znaku obecności Bożej, prosząc o pokój dla ludzkości.
12. È Natale (Są święta), Franciszek pierwszym budowniczym stajenki w Greccio.
13. La Sposa Di Gesù (Oblubienica Jezusa), podczas gdy Pietro Bernardone mówi o ludzkich wątpliwościach, na scenie pojawia się św. Klara, która objawia własne konflikty sumienia; brak sceny w edycji VHS.
14. Ammazziamoli. Morire Sì, Ma Non Così (Zabijmy ich. Umierać, tak, ale nie w ten sposób), brak scen w edycji VHS.
15. Perfetta Letizia (Radość doskonała), św. Franciszek tłumaczy bratu Leonowi, czym jest doskonała radość, kolejna towarzyszka w wędrówce przez świat.
16. La Povertà (Siostra Ubóstwo), w scenie tej personifikacja cnoty Ubóstwa opowiada o sobie samej.
17. Semplicità, Sorella Mia (Prostoto, siostro moja), prostota jest kolejnym przymiotem życia franciszkańskiego; nawet diabeł nie jest w stanie sprowadzić ich z obranej drogi, jeśli zachowują prostotę.
18. Povero Vecchio Diavolo (Biedny Stary Diabeł), bohaterem sceny jest diabeł, który cierpi, bo nie może skusić Franciszka.
19. Sorella Morte (Siostra Śmierć), wprowadzając do sceny, Obdarciucha eksklamuje: "belli o brutti, prima o poi si muore tutti" − "ładni czy brzydcy, teraz lub potem, umrzeć musi każdy"; Franciszek akceptuje śmierć, jest radosny.
20. E Piansero I Lupi Nel Bosco (I zapłakały wilki w lesie), Asyż i okolice pogrążyły się w smutku z powodu śmierci Franciszka; diabeł pomstuje przeciwko śmierci, która wydarła mu łup.
21. Laudato Sii (Pochwalony bądź), Pieśń stworzenia autorstwa Franciszka z Asyżu; na scenie pojawiają się wszyscy bohaterowie, jako ostatni wchodzi Pietro Bernardone, ofiarowując synowi bochen chleba.

## Musical w Polsce
Włoski musical był wystawiany w polskiej wersji w reżyserii Andrzeja Jamroza, z choreografią Beaty Wojciechowskiej przez Teatr Ludowy w Krakowie (Forza venite gente, brat Franciszek). Tekst przetłumaczył Ryszard Wróbel. Polska prapremiera miała miejsce 15 grudnia 1991. Autorem scenografii był Maciej Jaszkowski. W rolę Piotra Bernardone wcielił się Sławomir Sośnierz, w rolę Cenciosy Zofia Zającówna. W pozostałych rolach m.in. Rafał Dziwisz (Franciszek), Ewelina Paszke-Loewitsch (Ubóstwo), Piotr Piecha.
Amatorską wersję przedstawienia wystawiali studenci z Wrocławia w 2005 i 2006 oraz Franciszkańska Młodzież Oazowa z Kalwarii Zebrzydowskiej w 2011.